# История на Драч
Драч е сред най-древните градове в Средиземноморието и света.
Първите сведения за селище на мястото му са от XIII-XІ век пр.н.е. Драч е важно пристанище на Балканите към Италия.

## Древногръцка колония
Първото древногръцко име на полиса е Епидамн, който бил илирийски на река Езрен и средищен на т.нар. Албанска низина. Според древногръцки източници, градът Епидамн е и древногръцка колония на Керкира, основана през 627 г. пр.н.е.  Вероятно колонията е съжителствала със старото илирийско поселище на местото.
Аристотел в своята „Политика“ изтъква противопоставянето между олигархичен Епидамн и демократична Керкира като първопричина за Пелопонеската война. Местната олигархия ограничава пряката търговия с илирите, което се превръща в причина за избухването на войната.

## Римска колония
През 229 г. пр.н.е. започват Илирийски войни, като от 219 г. пр.н.е. градът е римски. Според Катул градът е римска таберна на Адриатика. Влиза последователно в състава на няколко римски провинция – Македония, Илирик и Нов Епир.
През 168 г. пр.н.е. римската колония е нападната от Генций. През 146 г. е в състава на Македония, а от 59 г. пр.н.е. – на Илирик. Край града се разиграва известната битка при Дирахиум. По времето на Октавиан Август в Дирахиум са настанени ветераните от битката при Акциум.
През 314 г. римският Дирахиум е почти сринат от земетресение, а от 395 г. е в състава на Източната Римска империя.

## Византийски град
През 481 г. градът е обсаден и разрушен от армията на Теодорих Велики.
През Късната античност по времето на император Анастасий I (491 – 519) и Юстиниан I (527 – 565), Дирахиум търпи значителни градоустройствени трансформации, придобивайки типичния облик и характеристики на византийски християнски град. От 842 г. византийският град е център на катепанат, а по времето на Симеон Велики е присъединен към България, превръщайки се в спорен за Византия. В хода на българо-византийските войни, битката при Драч е ключова за България, която пада под византийска власт. В опит да овладее византийския форпост, под стените на Дирахиум загива българският цар Иван Владислав. 
Драч е последен византийски форпост в Западните Балкани, след като империята губи от сърби и хървати контрола върху темата Далмация. След окончателното овладяване на България, Византия организира земите около Драч в изцяло нова тема – Дирахий. Градът е форпост вече за борба със сърбите, чието начало е белязано с битката при Бар.
Именно от византийско време и след края на Първата българска държава е известно името Арбанон, по което носи името си тази страна в низината с планините, които я заобикалят, по-известни като Албански планини. По време на византийско-норманския конфликт в Албанската низина и земи се настанява значимо италийско присъствие, за което още повече спомага византийската загуба на Бари през 1071 г. (който е последното византийско владение в Италия). Край града се състои по това време битката при Дирахиум, едно от най-тежките византийски военни поражения в историята.
През 1108 г. градът е обсаден от Боемунд I Антиохийски, а на 11 юни 1185 г. е превзет от кралство Сицилия в лицето на Вилхелм II Добрия.

## Албанско кралство и владения
По времето на т.нар. франкократия, градът остава в дял на Венецианската република, но през 1213 г. е отвоюван от Епирското деспотство. През 1258 г. заедно с Валона и други земи градът отива в зестра за Елена Дукина към кралство Сицилия и суверен на града става крал Манфред. Според някои сведения след битката при Пелагония от 1259 година Драч е завладян от Никейската империя. Никейският патриарх назначава свой епископ в града. От 1260 година Драч е владян от местни аристократи. През 1270 година, след като неаполитански кораб е ограбен в Драч, градът е подложен на блокада от неаполитански флот. Конфликтът приключва през 1271 година, когато неаполитанският крал Шарл I Анжуйски е провъзгласен за крал на Албания, а Драч става главен град на новото кралство. Към 1271 година градът пострадва от земетресение. Разрушени са част от крепостните му стени. Към 1275-1276 година Албанското кралство на Шарл Анжуйски обхваща само Корфу и гладовете Драч и Валона, които нямат сухоземна връзка помежду си.
През 1278 г. в Драч е построен доминикански манастир. През 1284 година Драч е завладян от Византия. През 1295 – 1296 година районът е завладян от Сърбия, а през 1304 година отново преминава под анжуйско управление. Драч е столица на Албанското кралство, включващо града и близката му околност. Крал Филип I дьо Таранто резидира в Италия, а за свой наместник в Драч назначава един капитан. През 1314 – 1315 година Драч отново е под сръбско управление, след което е възвърнат от анжуйците за три години и отново преминава в сръбски ръце. В края на 1322 година анжуйската власт в Драч е възстановена.
През 40-те години на XIV век, благодарение на помощите от краля на Неапол, анжуйците успяват да запазят властта си в Драч и да устоят на сръбския натиск.
През 1368 година градът е превзет от Карло Топия. През 70-те години на XIV век управлението на Драч се сменя - анжуйците на два пъти си възвръщат града. Последното сведение за анжуйски капитан, управлявал областта, е от 1383 година. Според някои сведения Карло Топия купува града от Неаполитанското кралство. От 1392 година Драч е владение на Венеция.

## Османски град
Драч е и последният албански град, завладян от османлиите – през 1501 година.
По времето на османското владение на албанските територии в главен албански град се превръща Елбасан с неговата елбасанска крепост, но това не намалява значението на пристанищния Драч, който османските хронисти през великолепния XVI век наричат „Втори Константинопол“.
През XVII век градът като цяло започва да запада за сметка на други близки селища и най-вече на Тирана. В средата на XIX век има около 1000 жители.

## Столица на Албания
На 26 ноември 1912 г. над Дуръс е издигнато червено знаме с двуглав орел, но три дни по-късно то е заменено от сръбския двуглав орел, тъй като цяла Северна Албания е окупирана от сръбската армия в хода на Балканската война. Сформирани са четири сръбски среза – Драч, Елбасан, Лежа и Тирана. След последвалата Албанска голгота Драч попада под австро-унгарска окупация, заменена от италианска такава.
Парижката мирна конференция потвърждава решението от Лондонския мирен договор за албанска независимост и Драч е временна първа албанска столица, докато Тирана не поема за постоянно тази функция от 31 декември 1925 г. В този смисъл Дуръс е историческа столица на тези земи, разположени във и около т.нар. Албанска низина.
Интересно археологическо откритие в историята на града се случва през 1988 година, когато в мазето на къща е разкрита случайно мозайка на Орфей от II век пр.н.е., изобразяваща прочутия тракийски певец обагрен с растителни и геометрични мотиви. От 18 януари 2010 г. мозайката е обявена за паметник на културното наследство.
Драч е роден град на ангелогласния Йоан Кукузел.